# Aikido Yuishinkai
Aikido Yuishinkai (Japansk: 合氣道唯心会) er en stilart indenfor aikido, grundlagt i 1996 af den tidligere Aikikai instruktør, Præsident og Chefinstruktør for Ki no Kenkyukai
Aikido Yuishinkai har dojoer i Japan, Australia, New Zealand, Singapore, Filippinerne, Argentina, Holland, Tyskland, Danmark, Storbritannien, og i USA.
Stilarten fokuserer på 4 niveauer af Aikido teknik og er påvirket af Daito-Ryu og Shinakage-Ryu (som er sværdkunst).

## Grundlægger
Koretoshi Maruyama født 5. oktober 1936 i Nihonbashi, Tokyo, Japan.
Uddannet i økonomi fra Keio Universitet i 1956, hvorefter han gik ind i faderens virksomhed, Maruyama Manufacturing.
Han var personlig elev af grundlæggeren for Aikido Morihei Ueshiba, 4th generation og fik 6. dan af Ueshiba. Han driver til dagligt sin dojo i Tokyo og rejser med mellemrum rundt i verden og afholder seminarer.
Man kan læse meget mere om ham her link.

## Organisationen
Organisationen var repræsenteret internationalt af Michael Williams fra Australien indtil han trak sig tilbage i 2012. I dag er Peter Kelly (8. dan), Tasmanien, Australien International Chefinstruktør. Der er udpeget Chefinstruktører i de lande hvor Aikido Yuishinkai er repræsenteret.
I Danmark er der for nuværende kun to dojoer, i Randers og Aarhus.

## References
1. ↑  "Arkiveret kopi". Arkiveret fra originalen 30. august 2018. Hentet 29. juli 2020.
2. ↑  International Chief Instructor - Aikido Yuishinkai